# Maria Dalle Donne

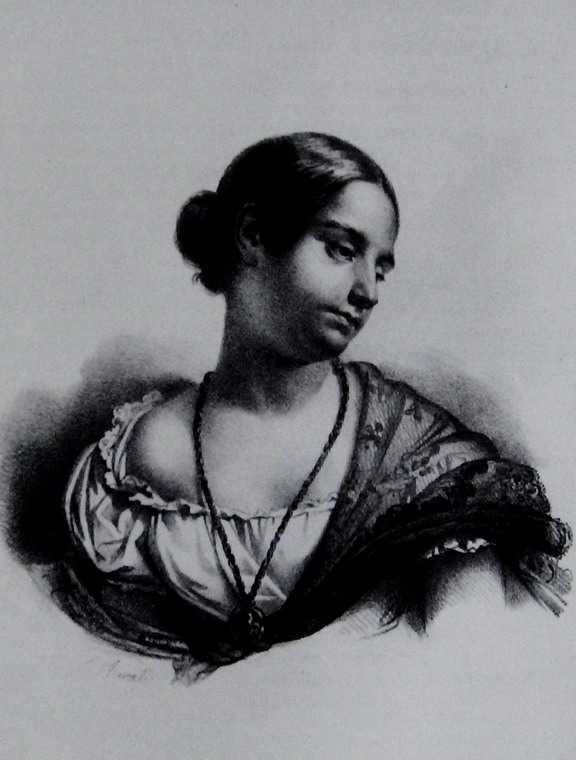
Doktor Maria Dalle Donne

Maria Dalle Donne (* als Maria Nanni am 12. Juli 1778 in Loiano, Italien; † 9. Januar 1842 in Bologna, Italien) war eine italienische Medizinerin. Sie war die erste Frau, die ihr Medizinstudium an der Universität Bologna abschloss und die Erlaubnis erhielt, den Arztberuf frei auszuüben. Sie war die dritte Frau in der Weltgeschichte, die in Medizin promoviert wurde, und die zweite Frau, die Mitglied der Ordine dei Benedettini Accademici Pensionati wurde.

## Leben und Werk

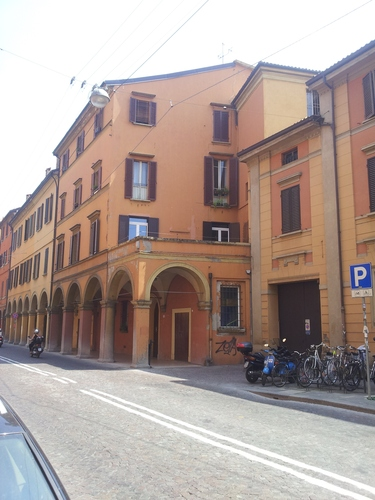
Schule für Geburtshilfe in Bologna, in der Maria Dalle Donne ihren Beruf ausübte

Dalle Donne wurde als Maria Nanni in einer Bauernfamilie geboren. Aufgrund einer Fehlbildung an ihren Schultern blieb sie von der Arbeit auf den Feldern verschont und wurde ihrem Cousin väterlicherseits, Don Giacomo Dalle Donne, anvertraut, dessen Nachnamen sie später annehmen sollte. Dieser stellt sie dem Arzt und Botaniker Luigi Rodati vor, der sie sowohl in Literatur als auch in Wissenschaften unterrichtete.
Als Rodati 1792 Professor für Pathologie und Gerichtsmedizin wurde, nahm er Dalle Donna mit nach Bologna, wo sie von zahlreichen Professoren ausgebildet wurde. Der Mathematiker Sebastiano Canterzani unterrichtete sie in Philosophie, Giovanni Aldini in Physik, Gaetano Gaspare Uttini in Anatomie und Pathologie, sowie Tarsizio Riviera Folesani in Geburtshilfe. Riviera wollte sie nicht zu einer Hebamme, sondern zu einer Ärztin ausbilden lassen. Dalle Donne wurde als außerordentliche Akademikerin dem Orden der akademischen Benediktiner im Ruhestand zugeschrieben. Weitere wirtschaftliche Hilfen, damit sie sich unbesorgt ihrem Studium widmen konnte, gewährte ihr Graf Prospero Ranuzzi Cospi. 
Geburtshilfe war gerade in Bologna Teil der akademischen Lehre geworden, da das Institut der Wissenschaften 1757 zuerst den Arzt Giovanni Antonio Galli und dann Luigi Galvani mit der Leitung des neuen experimentellen Kurses beauftragt hatte.
Im August 1799 stellte Dalle Donne ihre Gelehrsamkeit in einer langen öffentlichen Diskussion im Palazzo dell’Archiginnasio unter Beweis. Zu der Veranstaltung, die die Aufmerksamkeit der ganzen Stadt auf sich zog, begleitete sie Clotilde Tambroni, Professorin für griechische Sprache und Literatur, unter den bewundernden Blicken von Kollegen und zahlreichen Frauen, die zu diesem Ereignis kamen. Die von Dalle Donne vorgestellten beiden Thesen konnten ihre perfekte Beherrschung des Themas bescheinigen, ein besonderes Interesse an der Geburtshilfe und ihr Wissen zu noch wenig behandelten Themen wie Plazentakreislauf und fetale Fehlbildungen hervorheben. Sie bekam am 19. Dezember desselben Jahres den Doktor der Philosophie und Medizin der Universität Bologna verliehen.
Am 31. Mai 1800 wurde Dalle Donne als Supernumerarierin in die Accademia delle Scienze dell’Istituto di Bologna aufgenommen und erlangte die Habilitation. Sie erhielt die Lehrbefähigung, nachdem sie drei Thesen vorgestellt hatte, die sich mit der weiblichen Gesundheit während der Schwangerschaft und der Durchblutung der Gebärmutter befassten. Tarsizio Riviera bat 1801 einen krankenhausähnlichen Ort zu schaffen, um sich um die armen schwangeren Frauen kurz vor der Geburt zu kümmern. Die napoleonische Regierung beschloss, in Bologna nach dem Mailänder Vorbild eine Geburtshilfe-Schule für Hebammen zu eröffnen. Auf Veranlassung von Napoleon, der sehr beeindruckt von ihr war, als er 1802 durch Bologna kam, erhielt Dalle Donne an der Universität einen eigenen Lehrstuhl.
Am 11. Februar 1804 wurde die Geburtshilfe-Schule schließlich eröffnet, deren Leitung Dalle Donne anvertraut wurde. Die Schwierigkeit, einen geeigneten Ort und die für seine Verwaltung erforderlichen Mittel zu finden, überzeugte 1805 die Regierung, Dalle Donne die vorläufige Genehmigung zu erteilen, die Kurse in ihrem eigenen Haus abzuhalten.

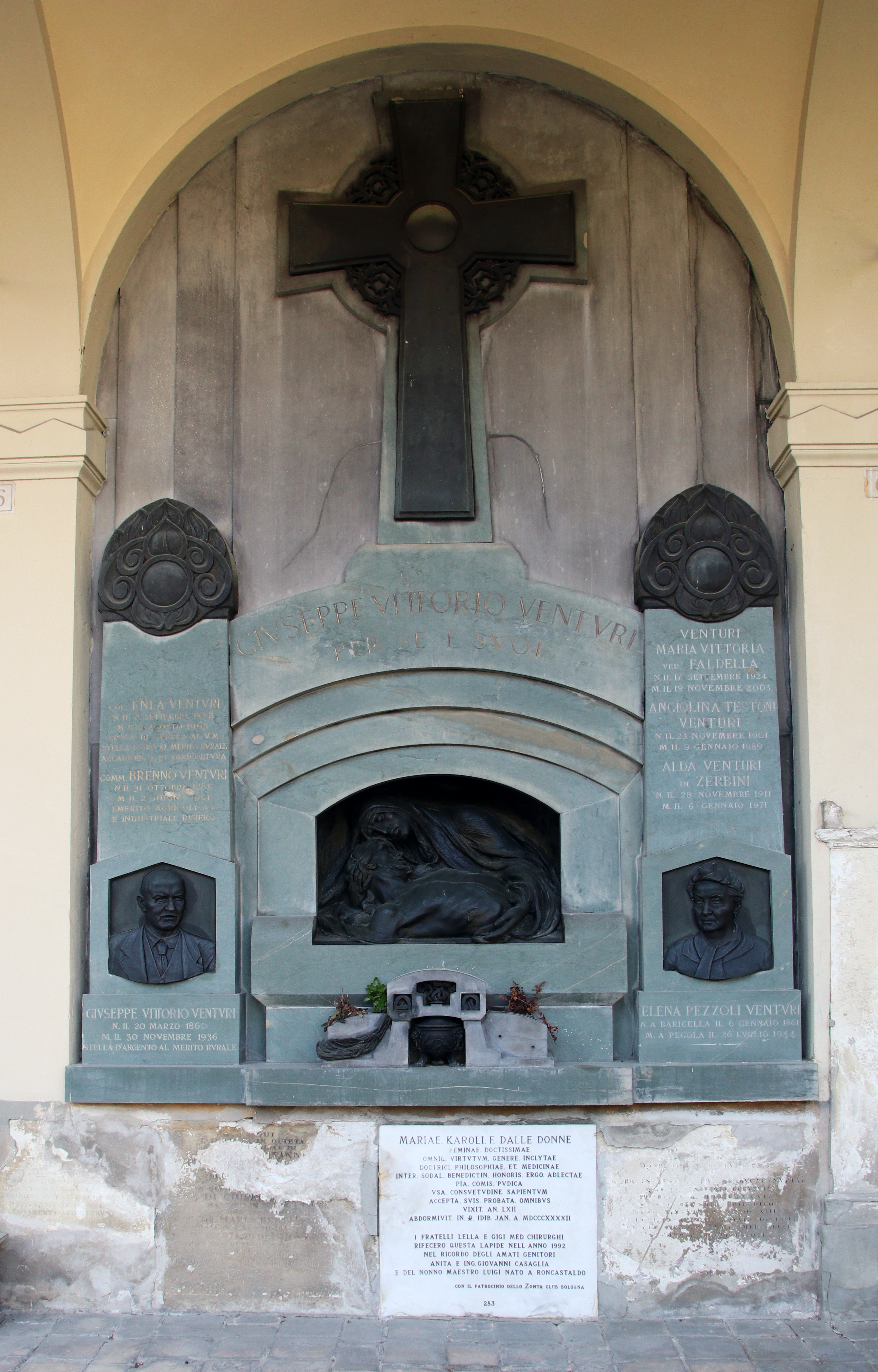
Grab von Maria Dalle Donne in Bologna

Dalle Donne unterrichtete fast 40 Jahre lang bis zu ihrem Tod am 9. Januar 1842 und wurde am 13. Januar auf dem Monumentalfriedhof der Certosa di Bologna beigesetzt.

## Ehrungen
- 1829: Außerordentliches Mitglied der Benediktinischen Akademie in Bologna
- Staatliche Mittelschule Maria Dalle Donne  in Monghidoro
- Maria Dalle Donne Sekundarschule in Loiano
- Am Eingang des Rathauses von Loiano steht eine Bronzebüste von Dalle Donne, die von dem Bildhauer Carlo Anleri geschaffen wurde
- Am Eingang der Gemeinde Loiano hat der Bologneser Bildhauer Luigi Enzo Mattei das Bildnis von Maria Dalle Donne in die Figuren seines Terrakotta-Werks mit dem Titel „La Parete dei Viaggiatori“ eingefügt

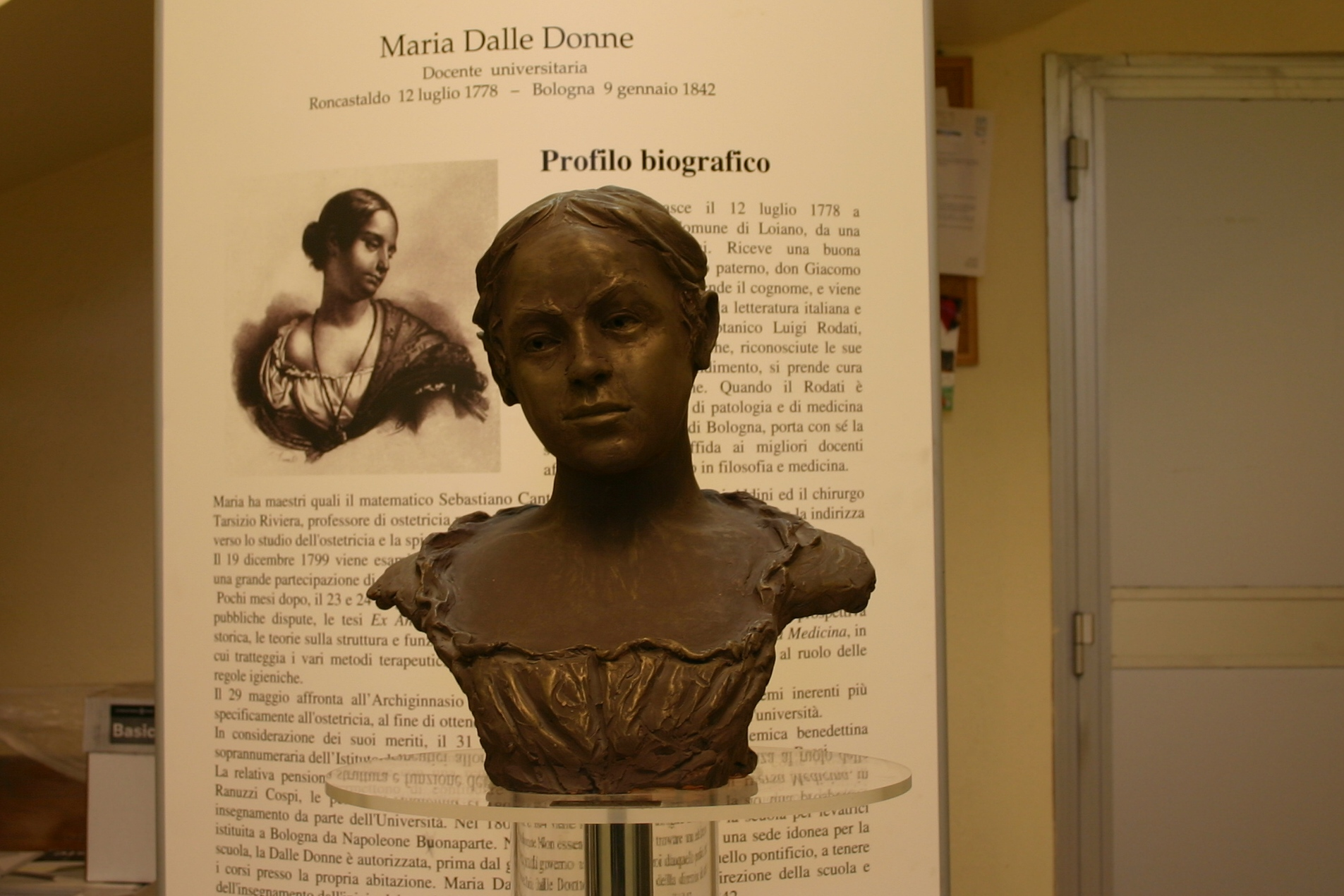
Bronzebüste von Maria Dalle Donne des Bildhauers Carlo Anleri im Eingangsbereich des Rathauses von Loiano Inschriftentafel mit der Geschichte von Maria Dalle Donne
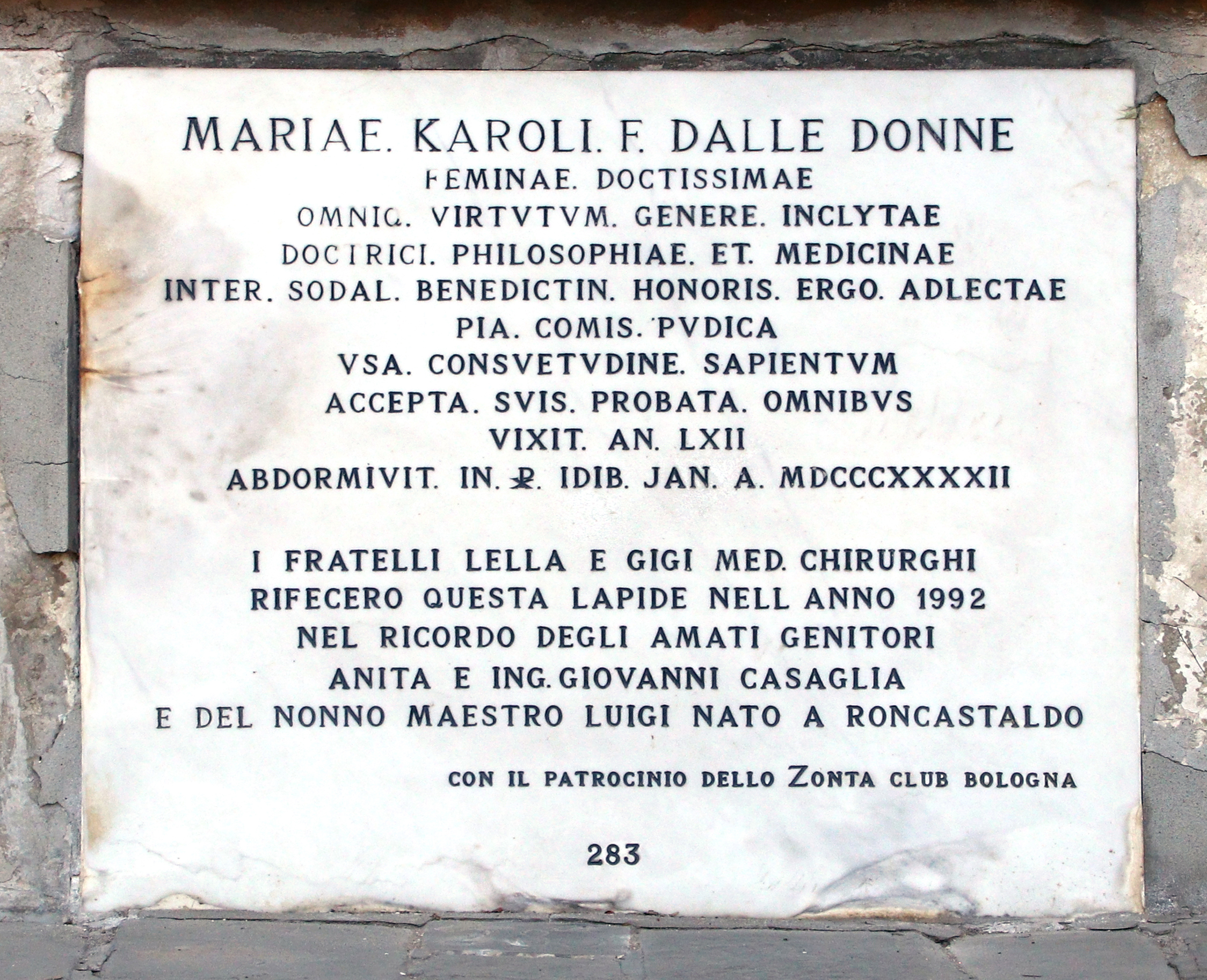
Inschrift auf dem Monumentalfriedhof der Certosa di Bologna
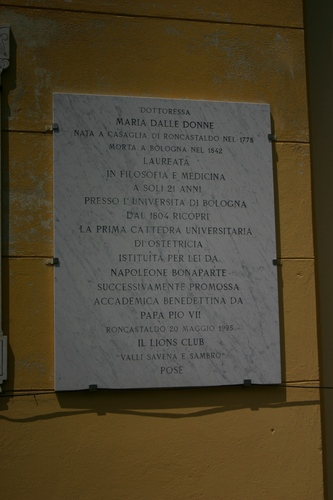
Marmortafel zum Gedenken an die wichtigsten Errungenschaften von Maria Dalle Donne angebracht 1995 auf Initiative des örtlichen Lions Club an der Außenwand der Kirche von Roncastaldo